# WNBA All-Star Game 2007
Das 8. All-Star Game der WNBA fand am 15. Juli 2007 im Verizon Center in Washington, D.C. statt. Die Ligaführung vergab im Januar das Spiel an die Washington Mystics, die bereits 2002 Gastgeber waren. Wie in den vergangenen Jahren trat dabei eine Auswahl der besten Spieler der Eastern Conference gegen eine Mannschaft der Western Conference an. Im Rahmen der Veranstaltung gab es an den Tagen zuvor mehrere Wettbewerbe und offizielle Termine.

## Mannschaften
| Pos.               | Spielerin               | Mannschaft               | Teilnahme #    |                |
| Startformation     | Startformation          | Startformation           | Startformation | Startformation |
| ------------------ | ----------------------- | ------------------------ | -------------- | -------------- |
| PG                 | Sue Bird                | Seattle Storm            | 5.             |                |
| SG                 | Becky Hammon            | San Antonio Silver Stars | 4.             |                |
| SF                 | Diana Taurasi           | Phoenix Mercury          | 3.             |                |
| PF                 | Lauren Jackson          | Seattle Storm            | 6.             |                |
| C                  | Yolanda Griffith        | Sacramento Monarchs      | 7.             |                |
| Ersatzspielerinnen |                         |                          |                |                |
| G                  | Cappie Pondexter        | Phoenix Mercury          | 2.             |                |
| G                  | Kara Lawson2            | Sacramento Monarchs      | 1.             |                |
| F                  | Seimone Augustus        | Minnesota Lynx           | 2.             |                |
| F                  | Tina Thompson3          | Houston Comets           | 7.             |                |
| F                  | Rebekkah Brunson        | Sacramento Monarchs      | 1.             |                |
| F                  | Sophia Young1           | San Antonio Silver Stars | 2.             |                |
| F                  | Taj McWilliams-Franklin | Los Angeles Sparks       | 6.             |                |
| F                  | Penny Taylor            | Phoenix Mercury          | 2.             |                |

| Pos.               | Player               | Team               | Teilnahme #    |                |
| Startformation     | Startformation       | Startformation     | Startformation | Startformation |
| ------------------ | -------------------- | ------------------ | -------------- | -------------- |
| PG                 | Deanna Nolan         | Detroit Shock      | 4.             |                |
| SG                 | Anna DeForge         | Indiana Fever      | 1.             |                |
| SF                 | Tamika Catchings     | Indiana Fever      | 5.             |                |
| PF                 | Cheryl Ford          | Detroit Shock      | 4.             |                |
| C                  | Kara Braxton         | Detroit Shock      | 1.             |                |
| Ersatzspielerinnen |                      |                    |                |                |
| G                  | Alana Beard          | Washington Mystics | 3.             |                |
| G                  | Katie Douglas        | Connecticut Sun    | 2.             |                |
| F                  | Candice Dupree       | Chicago Sky        | 2.             |                |
| F                  | DeLisha Milton-Jones | Washington Mystics | 2.             |                |
| F                  | Asjha Jones          | Connecticut Sun    | 1.             |                |
| C                  | Tammy Sutton-Brown   | Indiana Fever      | 2.             |                |

- 1 als Ersatz für die verletzte Sue Bird nominiert
- 2 als Ersatz für die verletzte Rebekkah Brunson nominiert
- 3 übernahm die Startposition von Sue Bird
- C= Center; PF = Power Forward; SF = Small Forward; SG = Shooting Guard; PG = Point Guard; F = Forward; G = Guard;

## Three-Point Shootout
Beim Three-Point Shootout traten die besten fünf Werferinnen der Liga gegeneinander an. Jede Spielerin hat fünf mal fünf Bälle zur Verfügung, die an fünf verschiedenen Positionen um die 3-Punktelinie herum verteilt sind. Der jeweils letzte Ball einer 5er Serie ist der so genannte Moneyball, der, wenn verwandelt, zwei Punkte wert ist. Alle anderen verwandelten Bälle zählen einen Punkt. Der Zeitansatz um die 25 Bälle jeweils nur einmal zu werfen, beträgt 60 Sekunden. Die Siegerist ist, die nach einer Ausscheidungsrunde im Finale die meisten Punkte erwirft.
Diesen Wettbewerb dominierte Laurie Koehn, die sowohl die Ausscheidungsrunde mit 23 Punkten als auch das Finale mit 25 Punkten klar für sich entscheiden konnte.
| #  | Spielerin     | Mannschaft         | 1. Durchlauf (Punkte) | 2. Durchlauf (Punkte) |
| -- | ------------- | ------------------ | --------------------- | --------------------- |
| 1. | Laurie Koehn  | Washington Mystics | 23/30                 | 25/30                 |
| 2. | Diana Taurasi | Phoenix Mercury    | 21/30                 | 16/30                 |
| 3. | Penny Taylor  | Phoenix Mercury    | 20/30                 | 19/30                 |
| 4. | Katie Douglas | Connecticut Sun    | 19/30                 | nicht qualifiziert    |
| 5. | Deanna Nolan  | Detroit Shock      | 11/30                 | nicht qualifiziert    |

## Skills Challenge
Beim Skills Challenge traten vier Spielerinnen der Liga an. Dieser Wettbewerb besteht aus mehreren Aufgaben wie Freiwürfe, Lay-Up, Passen, Dribblings usw. Die Spielerin die alle Aufgaben am schnellsten absolviert gewinnt diesen Wettbewerb. Becky Hammon von den San Antonio Silver Stars konnte sich im Finale gegen Seimone Augustus von den Minnesota Lynx knapp mit drei Zehntel Vorsprung durchsetzen.
| # | Spielerin        | Mannschaft               | 1. Durchlauf (Zeit) | 2. Durchlauf (Zeit) |
| - | ---------------- | ------------------------ | ------------------- | ------------------- |
| 1 | Becky Hammon     | San Antonio Silver Stars | 34,6                | 27,1                |
| 2 | Seimone Augustus | Minnesota Lynx           | 28,3                | 27,4                |
| 3 | Nikki Teasley    | Washington Mystics       | 39,4                | nicht qualifiziert  |
| 4 | Betty Lennox     | Seattle Storm            | 40,0                | nicht qualifiziert  |

## All-Star Game
Die Eastern Conference konnten ihren Erfolg aus dem Vorjahr wiederholen und gewannen das achte All-Star Game mit 103:99.  Das Spiel war über weite Strecken ausgeglichen, zwar konnte sich der Westen als auch der Osten in der ersten Hälfte immer wieder kurz absetzen, jedoch schaffte es keines der beiden Teams diesen Vorsprung zu halten bzw. weiter auszubauen. Eine leichte Vorentscheidung fiel im dritten Viertel, in dem die Mannschaft aus dem Osten mit elf Punkten in Führung ging. Zwar holte der Westen im letzten Viertel deutlich auf, jedoch konnten sie ihre zweite All-Star Game Niederlage nicht mehr verhindern.
Cheryl Ford erhielt nach dem Spiel die Auszeichnung als wertvollste Spielerin des All-Star Game, die sie sich durch 16 Punkte und 13 Rebounds verdient hatte.
| 15. Juli 2007 |                                                                        | Western Conference 99, Eastern Conference 103 | Western Conference 99, Eastern Conference 103         | Western Conference 99, Eastern Conference 103 | Verizon Center, Washington, D.C. Zuschauer: 19.487 Schiedsrichter: - #55 Brewton - #9 Brooks-Clauser - #7 Stevens |
| 15. Juli 2007 | Punkte pro Viertel: 28-23, 25-30, 14-25, 32-25                         |                                               |                                                       |                                               | Verizon Center, Washington, D.C. Zuschauer: 19.487 Schiedsrichter: - #55 Brewton - #9 Brooks-Clauser - #7 Stevens |
| 15. Juli 2007 | Punkte: Thompson 19 Rebounds: McWilliams-Franklin 9 Assists: Taurasi 9 |                                               | Punkte: Douglas 18 Rebounds: Ford 13 Assists: Beard 8 |                                               | Verizon Center, Washington, D.C. Zuschauer: 19.487 Schiedsrichter: - #55 Brewton - #9 Brooks-Clauser - #7 Stevens |
| 15. Juli 2007 |                                                                        |                                               |                                                       |                                               | Verizon Center, Washington, D.C. Zuschauer: 19.487 Schiedsrichter: - #55 Brewton - #9 Brooks-Clauser - #7 Stevens |